# NBA Sixth Man of the Year Award

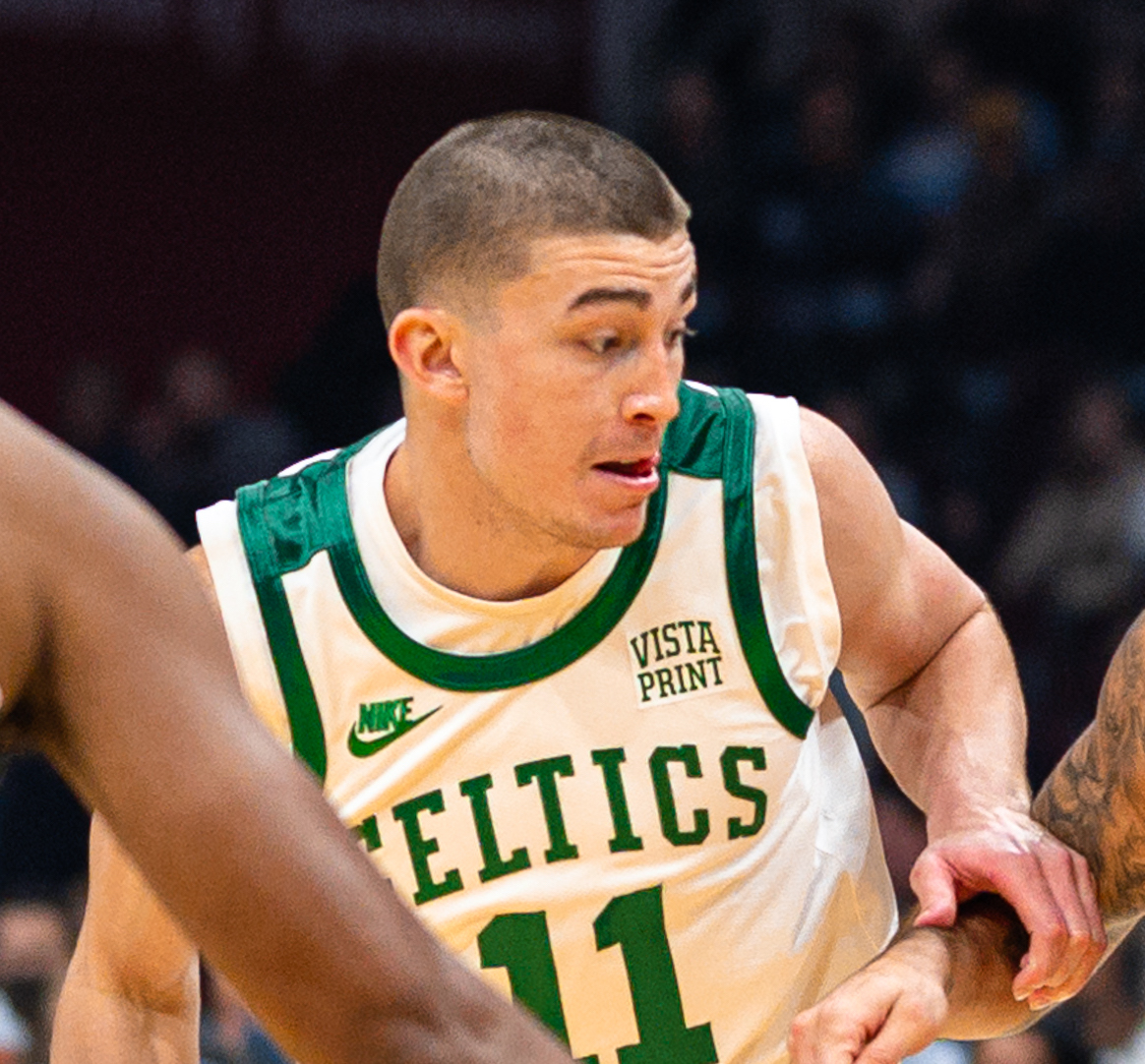
Payton Pritchard, aktueller Preisträger.

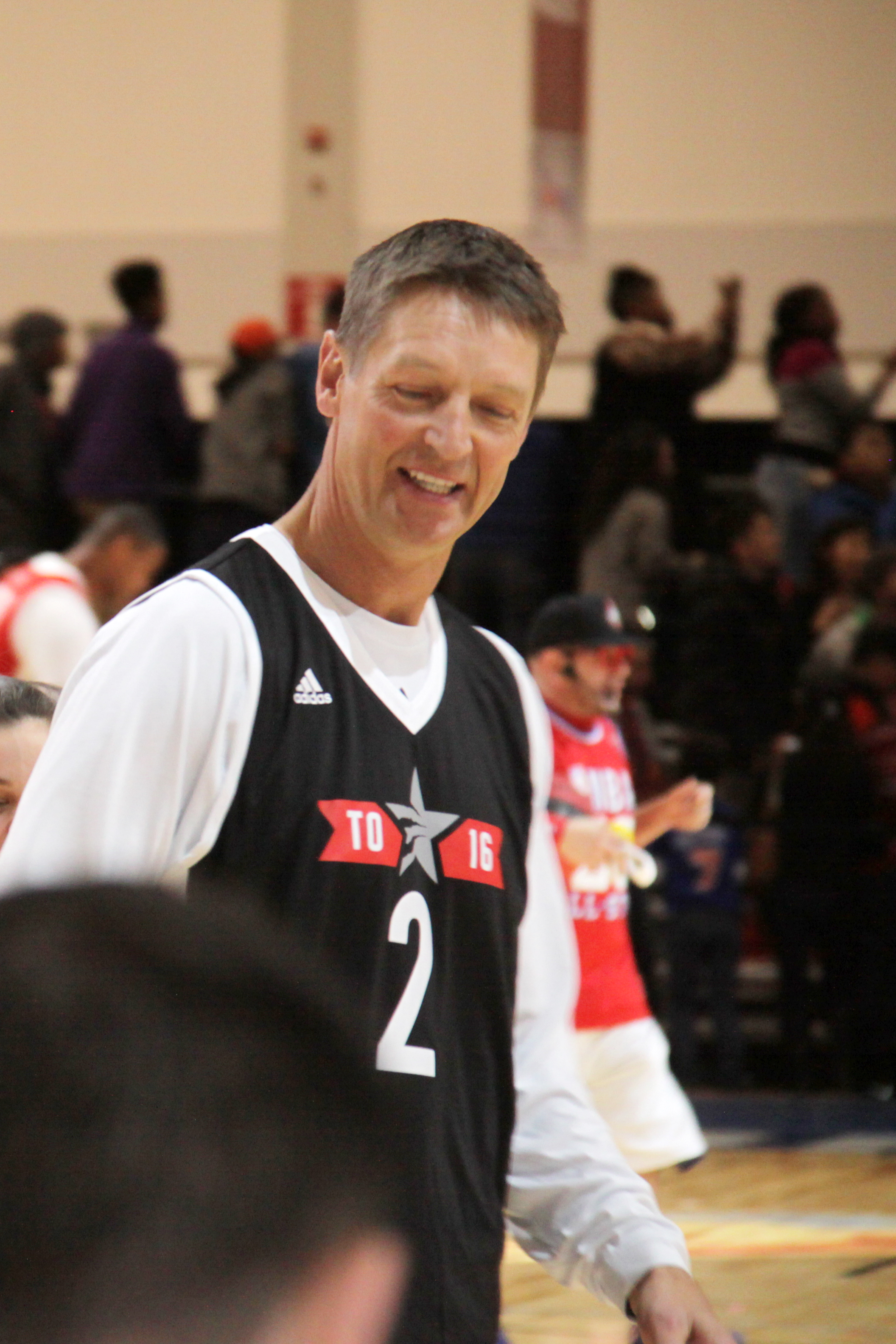
Detlef Schrempf wurde als erster Nicht-Amerikaner mit dem Award ausgezeichnet und gewann diesen zweimal.

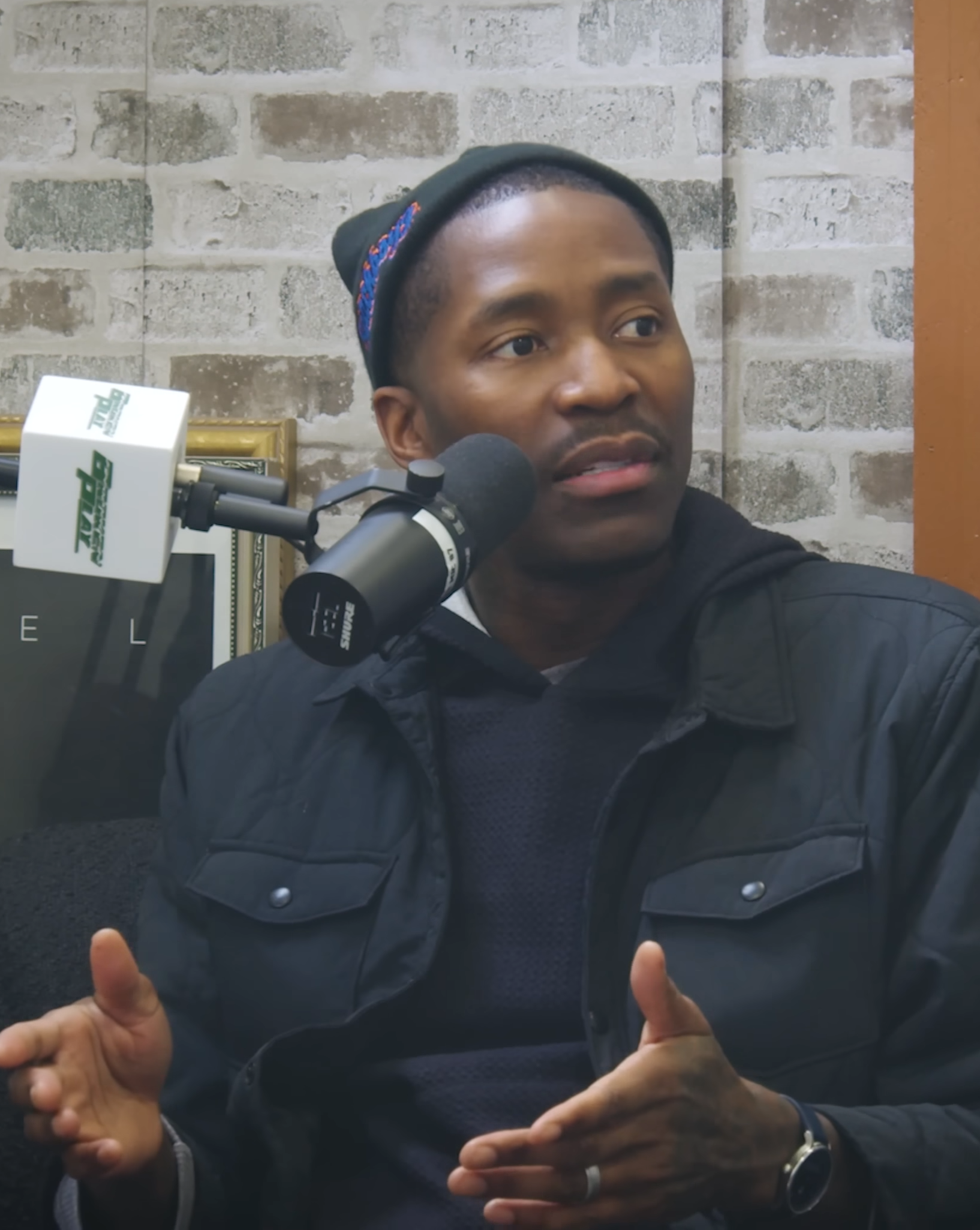
Jamal Crawford ist zusammen mit Lou Williams Rekordgewinner mit je drei Auszeichnungen.

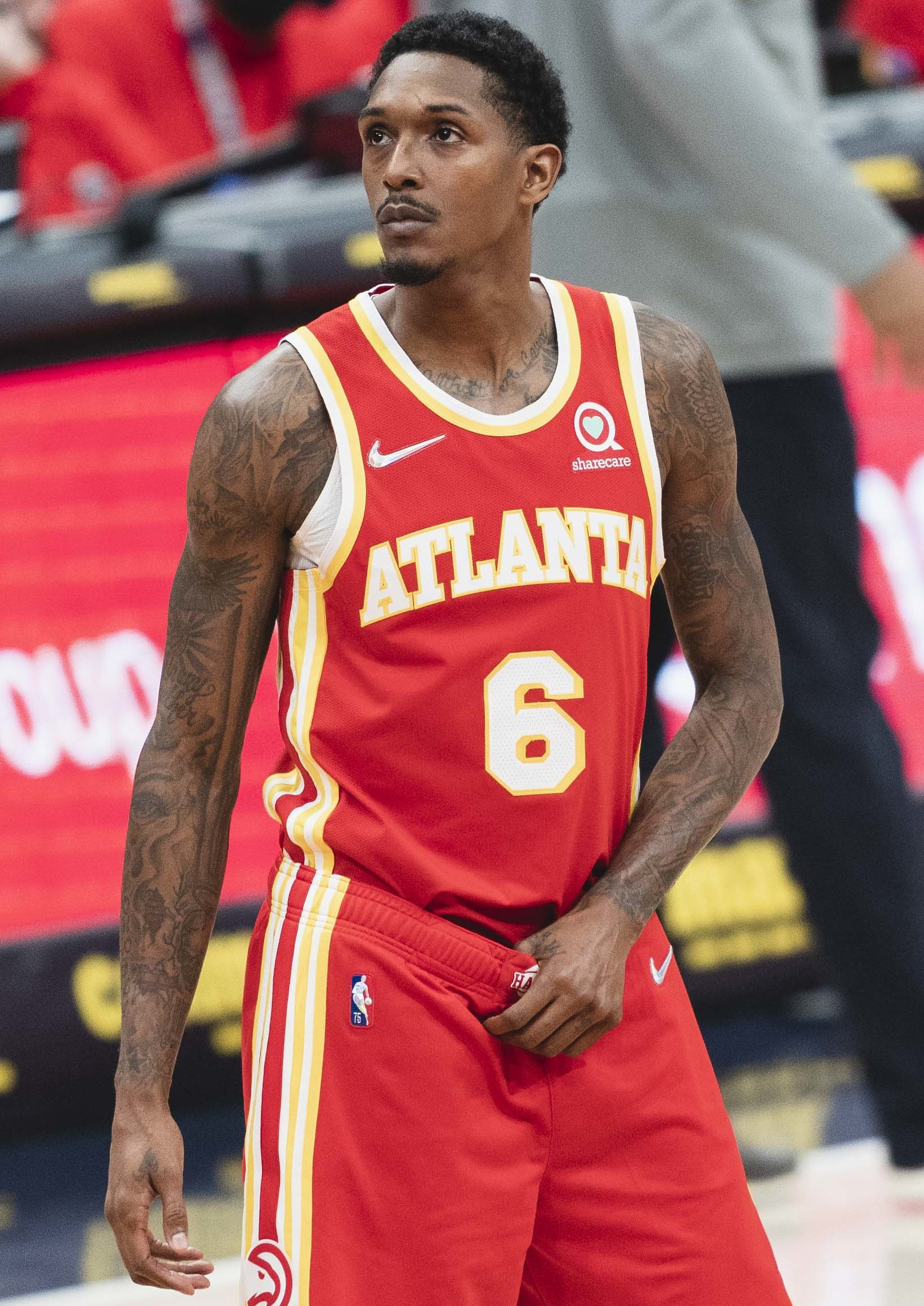
Lou Williams ist zusammen mit Jamal Crawford Rekordgewinner mit je drei Auszeichnungen.

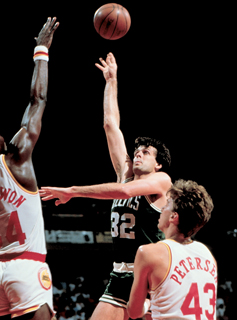
Kevin McHale (Mitte) wurde mit dem Award zweimal ausgezeichnet und in die Naismith Memorial Basketball Hall of Fame aufgenommen.

Der NBA Sixth Man of the Year Award ist eine Auszeichnung der NBA, die seit der NBA-Saison 1982/83  für den wertvollsten Ersatzspieler (Sixth Man) der Liga vergeben wird.

## Ablauf

### Qualifikation
Es werden nur Spieler ausgezeichnet, die sich im Saisonverlauf beim Spielbeginn häufiger auf der Ersatzbank befanden als in der Startformation.

### Wahlmodus
Der Gewinner wird von den Sportjournalisten und Berichterstattern der NBA aus den USA und Kanada gewählt. Jeder Wahlberechtigte gibt seine Entscheidung für den ersten, zweiten und dritten Platz ab. Dabei ist jede Stimme für den ersten Platz fünf Punkte wert; jede Stimme für den zweiten Platz drei Punkte; und jeder dritte Platz ist einen Punkt wert. Der Spieler mit der höchsten Punktzahl erhält, unabhängig von der Anzahl der Erstplatzierungen, die John Havlicek-Trophäe.

## Geschichte
Der erste Spieler, der mit diesem Award ausgezeichnet wurde, war Bobby Jones von den Philadelphia 76ers in der Saison 1982/83. Rekordsieger sind Jamal Crawford und Lou Williams mit jeweils drei Auszeichnungen (Stand: Saisonende 2024/25).
| Legende      | Legende |
| ------------ | --- |
| ^            | Bezeichnet Spieler, die in der Saison 2024/25 aktiv waren.                                                  |
| *            | Bezeichnet Spieler, die in die Naismith Memorial Basketball Hall of Fame aufgenommen wurden.                |
| Gewinner (X) | Die Zahl in der Klammer gibt an, wie oft derjenige Spieler den Award zum jeweiligen Zeitpunkt gewonnen hat. |

| Saison    | Gewinner            | Nationalität                              | Team                   |
| --------- | ------------------- | ----------------------------------------- | ---------------------- |
| 1982/83   | Bobby Jones*        | Vereinigte Staaten                        | Philadelphia 76ers     |
| 1983/84   | Kevin McHale*       | Vereinigte Staaten                        | Boston Celtics         |
| 1984/85   | Kevin McHale* (2)   | Vereinigte Staaten                        | Boston Celtics         |
| 1985/86   | Bill Walton*        | Vereinigte Staaten                        | Boston Celtics         |
| 1986/87   | Ricky Pierce        | Vereinigte Staaten                        | Milwaukee Bucks        |
| 1987/88   | Roy Tarpley         | Vereinigte Staaten                        | Dallas Mavericks       |
| 1988/89   | Eddie Johnson       | Vereinigte Staaten                        | Phoenix Suns           |
| 1989/90   | Ricky Pierce (2)    | Vereinigte Staaten                        | Milwaukee Bucks        |
| 1990/91   | Detlef Schrempf     | Deutschland                               | Indiana Pacers         |
| 1991/92   | Detlef Schrempf (2) | Deutschland                               | Indiana Pacers         |
| 1992/93   | Clifford Robinson   | Vereinigte Staaten                        | Portland Trail Blazers |
| 1993/94   | Dell Curry          | Vereinigte Staaten                        | Charlotte Hornets      |
| 1994/95   | Anthony Mason       | Vereinigte Staaten                        | New York Knicks        |
| 1995/96   | Toni Kukoč*         | Kroatien                                  | Chicago Bulls          |
| 1996/97   | John Starks         | Vereinigte Staaten                        | New York Knicks        |
| 1997/98   | Danny Manning       | Vereinigte Staaten                        | Phoenix Suns           |
| 1998/99   | Darrell Armstrong   | Vereinigte Staaten                        | Orlando Magic          |
| 1999/2000 | Rodney Rogers       | Vereinigte Staaten                        | Phoenix Suns           |
| 2000/01   | Aaron McKie         | Vereinigte Staaten                        | Philadelphia 76ers     |
| 2001/02   | Corliss Williamson  | Vereinigte Staaten                        | Detroit Pistons        |
| 2002/03   | Bobby Jackson       | Vereinigte Staaten                        | Sacramento Kings       |
| 2003/04   | Antawn Jamison      | Vereinigte Staaten                        | Dallas Mavericks       |
| 2004/05   | Ben Gordon          | Vereinigtes Königreich Vereinigte Staaten | Chicago Bulls          |
| 2005/06   | Mike Miller         | Vereinigte Staaten                        | Memphis Grizzlies      |
| 2006/07   | Leandro Barbosa     | Brasilien                                 | Phoenix Suns           |
| 2007/08   | Manu Ginóbili*      | Argentinien Italien                       | San Antonio Spurs      |
| 2008/09   | Jason Terry         | Vereinigte Staaten                        | Dallas Mavericks       |
| 2009/10   | Jamal Crawford      | Vereinigte Staaten                        | Atlanta Hawks          |
| 2010/11   | Lamar Odom          | Vereinigte Staaten                        | Los Angeles Lakers     |
| 2011/12   | James Harden^       | Vereinigte Staaten                        | Oklahoma City Thunder  |
| 2012/13   | J. R. Smith         | Vereinigte Staaten                        | New York Knicks        |
| 2013/14   | Jamal Crawford (2)  | Vereinigte Staaten                        | Los Angeles Clippers   |
| 2014/15   | Lou Williams        | Vereinigte Staaten                        | Toronto Raptors        |
| 2015/16   | Jamal Crawford (3)  | Vereinigte Staaten                        | Los Angeles Clippers   |
| 2016/17   | Eric Gordon^        | Vereinigte Staaten                        | Houston Rockets        |
| 2017/18   | Lou Williams (2)    | Vereinigte Staaten                        | Los Angeles Clippers   |
| 2018/19   | Lou Williams (3)    | Vereinigte Staaten                        | Los Angeles Clippers   |
| 2019/20   | Montrezl Harrell^   | Vereinigte Staaten                        | Los Angeles Clippers   |
| 2020/21   | Jordan Clarkson^    | Philippinen Vereinigte Staaten            | Utah Jazz              |
| 2021/22   | Tyler Herro^        | Vereinigte Staaten                        | Miami Heat             |
| 2022/23   | Malcolm Brogdon^    | Vereinigte Staaten                        | Boston Celtics         |
| 2023/24   | Naz Reid^           | Vereinigte Staaten                        | Minnesota Timberwolves |
| 2024/25   | Payton Pritchard^   | Vereinigte Staaten                        | Boston Celtics         |

## Statistik
Der Gewinner des Jahres 2008/09, Jason Terry, spielte bei den Dallas Mavericks mit durchschnittlich 33,7 Minuten die meisten Minuten pro Spiel eines Sixth Man of the Year über eine Saison hinweg.
Jamal Crawford und Lou Williams sind die beiden einzigen dreifachen Gewinner der Auszeichnung. Kevin McHale, Ricky Pierce und Detlef Schrempf haben die Auszeichnung jeweils zweimal erhalten.
Kevin McHale, Bill Walton, Bobby Jones, Toni Kukoc und Manu Ginóbili sind die bisher einzigen Mitglieder der Naismith Memorial Basketball Hall of Fame, die den Preis gewonnen haben.
Bill Walton und James Harden sind die einzigen Preisträger, die in ihren Karrieren auch die MVP-Auszeichnung erhalten haben.
Detlef Schrempf war in der Saison 1990/91 der erste Nicht-Amerikaner, der den Preis erhielt. Neben Schrempf sind Toni Kukoč, Ben Gordon, Leandro Barbosa und Manu Ginóbili die einzigen Preisträger, die nicht in den Vereinigten Staaten geboren wurden. Von den fünf im Ausland geborenen Gewinnern spielten nur drei nicht zuvor an einem amerikanischen College: Kukoč, Barbosa und Ginóbili.